# La Rose de fer
La Rose de fer és una pel·lícula de drama de terror de 1973 dirigida per Jean Rollin. És protagonitzada per Françoise Pascal, Hugues Quester, Nathalie Perrey, Mireille Dargent i Michel Dalessalle. Va ser la seva primera pel·lícula que no presentava vampirs, un tema pel qual era més conegut, però encara presenta totes les qualitats oníriques associades a les seves pel·lícules.

## Argument
Una dona jove i un home es troben en una recepció de noces i concerten una cita. Es troben a una estació de tren i van a fer un pícnic i passejar en bicicleta. Mentre van en bicicleta, veuen l'entrada d'un cementiri solitari i decideixen entrar-hi.
Un cop dins de l'enorme cementiri, la dona s'angoixa. L'home la calma i la convenç perquè entri amb ell a una cripta. Un home estrany mira la parella. L'home i la dona fan l'amor a la cripta. Un pallasso posa unes flors en una tomba propera i se'n va. Una dona gran tanca les portes del cementiri.
Quan la parella finalment surt de la cripta, ha caigut la nit i no poden trobar la sortida. Comencen a entrar en pànic. Descobreixen un petit edifici; dins hi ha diversos taüts de mida infantil que contenen petits esquelets. La dona es posa de mal humor i presenta un comportament estrany i canvis de personalitat. Ella tanca el seu amant a la cripta i ell s'ofega. L'alba troba la dona ballant al voltant del cementiri, i després entrant ella mateixa a la cripta. La vella torna a obrir les portes del cementiri. En trobar la cripta tancada, hi posa flors al damunt.

## Llançament
La Rose de fer es va estrenar el 12 d'abril de 1973 per Les Films ABC.

## Mitjans domèstics
La Rose de Fer es va publicar en DVD en la seva proporció d'aspecte original de 1,62:1 el 20 de gener de 2005 a Europa per X-Rated Kult DVD, al Regne Unit el 28 de gener. Març de 2005 per Redemption Films i als EUA el 25 de setembre de 2007 per Redemption.
Va ser llançat a Blu-ray el 24 de gener de 2012 per Kino Lorber/Redemption en un HD remasteritzat recentment restaurat amb una relació d'aspecte d'1,67:1, que conté un Versió doblada en anglès i l'àudio original francès, tots dos en LPMC 2.0, amb la inclusió de subtítols en anglès opcionals. Les característiques especials del plató inclouen tràilers, entrevistes amb Pascal i Perrey i un assaig de llibret de l'editor de Video Watchdog Tim Lucas.
La pel·lícula també va ser llançada en Blu-ray per Redemption com a part d'una col·lecció de cinc discos, juntament amb Fascination, La Vampire nue, Le Frisson des vampires i Lèvres de sang.
El 2017, es va anunciar que La Rose de fer s'estrenarà en Blu-ray al Regne Unit per la filial de Screenbound Pictures Black House el 16 de novembre de 2017; serà la primera pel·lícula de Rollin disponible al Regne Unit en aquest format.